# 塔尔巴哈台厅
塔尔巴哈台厅，清代的厅。
光绪十二年（1886年）置，治所在今新疆维吾尔自治区塔城市。直隶于新疆省。辖境相当今新疆塔城、额敏、裕民、托里等市县。1913年改为塔城县。